# Mġarr

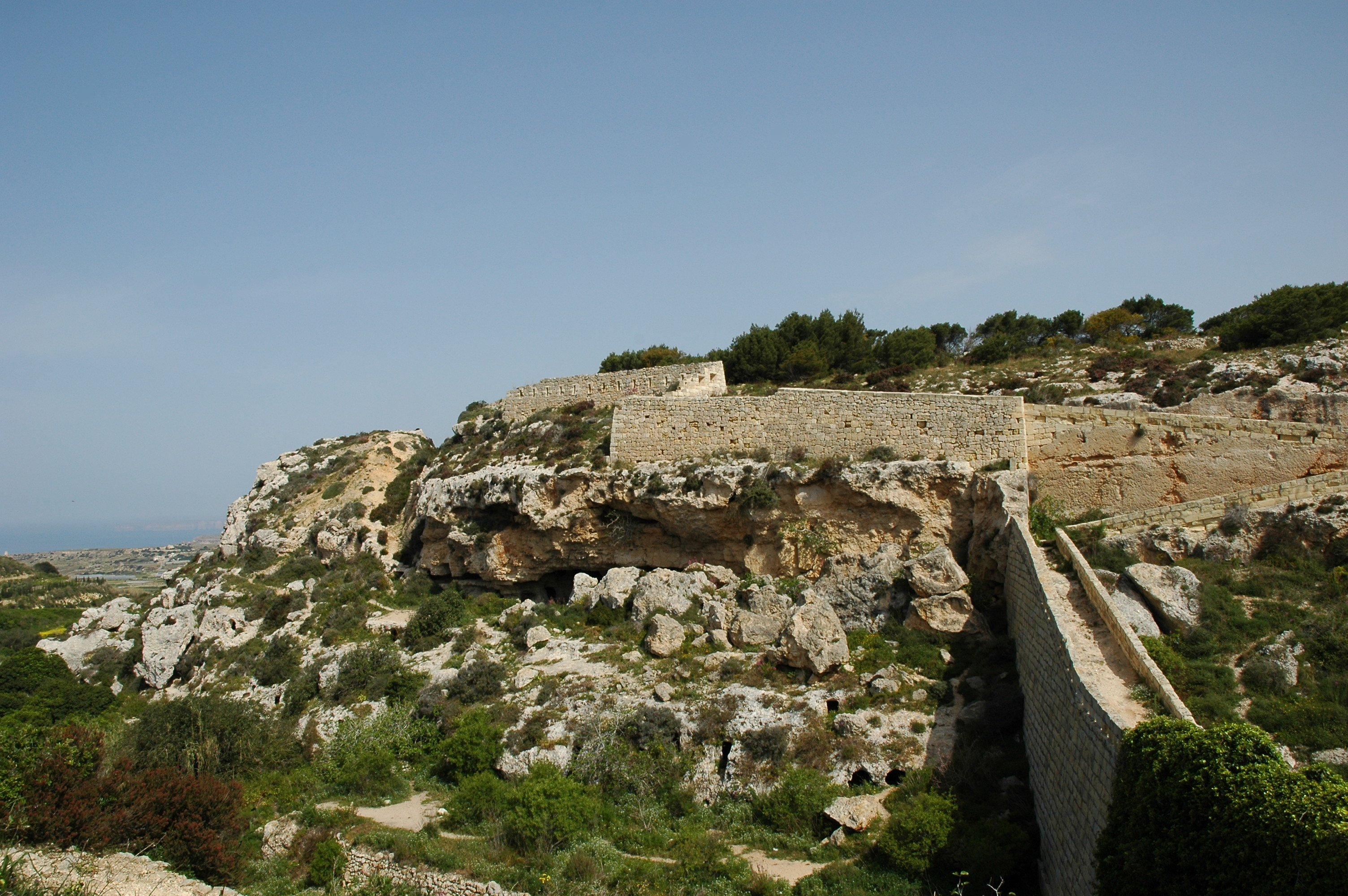
Victoria Lines tra Mġarr e Rabat

Mġarr (forma estesa in maltese L-Imġarr; in italiano storico anche Mugiarro, Migiarro, Mgiarro o Moggiarro; pronuncia M Giarr) è un comune maltese nel nord-ovest dell'isola.
Mġarr è il tipico paese rurale insediato in una zona isolata, a nord-ovest di Mosta. È circondato da fattorie e vigneti. Molti dei suoi 3 629 abitanti sono agricoltori o impiegati in attività agricole. La patrona di Mġarr è Santa Maria Assunta.

## Storia
Mġarr ha due importanti siti preistorici: Ta 'Ħaġrat, che è ancora in buone condizioni di conservazione, si trova in un campo vicino al centro del paese; Ta 'Skorba, scavata nel 1963, si trova appena fuori dal paese.
La storia di Mġarr è quella di una comunità agricola patrocinata da varie famiglie patrizie di Mdina. Mgiarro fu concesso dal re di Sicilia alla famiglia Inguanez, e nel corso del tempo venduto alla famiglia Falsone. Nel tempo, la terra è stata suddivisa tra tutti i discendenti.
Mġarr oggi è cresciuto abbastanza, anche se ancora considerato un paese rurale.
Gli ambienti rustici di Mġarr abbracciano diversi luoghi rustici come Binġemma, Wardija, Fomm ir-Riħ, Għajn Tuffieħa e Golejna Bay. San Andrea School e San Anton School sono scuole private situate in una delle scenografiche vallate di Mġarr.

## Zone di Mġarr
- Abatija
- Ballut
- Bingemma
- Binġemma Gap
- Dar il-Ħamra
- Darrenzi
- Dwejra
- Fawwara
- Fomm ir-Riħ
- Baia di Ġnejna
- Għajn Tuffieħa
- Għemieri
- Ħanxara
- Ħotba ta 'San Martin
- IC-Caghaq
- IC-Cárcar
- Id-Dahar
- Il-Għalqa
- L-Imselliet
- L-Iskorvit
- Lippija
- Misraħ Miet
- Ras il-Pellegrin
- Ras il-Wied
- Skorba
- Ta 'Mrejnu
- Ta 'Tewma
- Tal-Għajn
- Ta 'Qarawas
- Tal-Faċċol
- Tal-Ħżejjen
- Tal-Palma
- Tal-Qanfud
- Tar-Raghad
- Tas-Santi
- Wied Santi
- Wied tal-Ġnejna
- Wied tal-Imselliet
- Zebbiegh

## Amministrazione

### Gemellaggi
- Gibuti: Arta
- Italia: Mathi